# Лагерное (Калининградская область)
Лагерное (до 1946 — Ленкен (нем. Lenken)) — посёлок в Краснознаменском городском округе Калининградской области. Входил в состав Алексеевского сельского поселения.

## Население
| 1867 | 1885 | 1910 | 1925 | 2002 | 2010 |
| ---- | ---- | ---- | ---- | ---- | ---- |
| 133  | ↘108 | ↘105 | ↗113 | ↘64  | ↗65  |

## История
Ранее называлось поместье Ленкен до 1946 года, в 1815 году, поместье купил Готфрид Бенджамин Шпербер,территориально поместье было в составе Рагнитского уезда.
Поместье оставалось в семейной собственности до 1945 года, основной вид деятельности разведение лошадей.